# Eexterveen
Eexterveen (53° 03′ N, 6° 48′ L) é uma cidade dos Países Baixos, na província de Drente. Eexterveen pertence ao município de Aa en Hunze, e está situada a 17 km, a leste de Assen.
A área de Eexterveen, que também inclui as partes periféricas da cidade, bem como a zona rural circundante, tem uma população estimada em 480 habitantes.